# Einlagensicherungsfonds
Einlagensicherungsfonds bilden einen Teil der Einlagensicherung von Kreditinstituten zum Schutz von Bankguthaben der Anleger im Fall einer Insolvenz. Neben freiwilligen Sicherungssystemen bestehen gesetzliche Regelungen (in Deutschland das Einlagensicherungsgesetz und das Einlagensicherungs- und Anlegerentschädigungsgesetz).

## Europa
Die Europäische Union verlangt Einlagensicherungsfonds in jedem EU-Mitgliedstaat.

### Deutschland

#### Allgemeines
Fonds werden von den Banken in der Weise unterhalten, dass alle dem Einlagensicherungsfonds angehörenden Banken jährlich einen bestimmten Betrag einzahlen. Der von einer jeden Bank zu leistende Beitrag hängt dabei von Umsatz und Bonität des Unternehmens ab. Für die Risikoeinschätzung im privaten Einlagensicherungsfonds ist in Deutschland die GBB-Rating beauftragt. In der gesetzlichen Einlagensicherung werden aufsichtsrechtliche Kennzahlen und externe Ratings als Skalarfaktor angewandt.
Der freiwillige Einlagensicherungsfonds des Bundesverbandes deutscher Banken wurde 1976 gegründet und existiert heute neben der seit 1998 bestehenden gesetzlichen Entschädigungseinrichtung deutscher Banken.
Bei dem freiwilligen Sicherungsfonds der privaten Banken gab es noch bis zum 31. Dezember 2014 eine Sicherungsgrenze, die bei 30 % des maßgeblichen haftenden Eigenkapitals der jeweiligen Bank je Gläubiger liegt. Bei einem haftenden Eigenkapital von beispielsweise 100 Millionen Euro einer Bank ist also das Vermögen jedes einzelnen Kunden mit bis zu 30 Millionen Euro abgesichert, sofern der Fonds über die entsprechenden Mittel verfügt. Die Sicherungsgrenze wird stufenweise reduziert: Ab 1. Januar 2015 beträgt die Sicherungsgrenze je Gläubiger 20 %, ab 1. Januar 2020 zunächst 15 % und ab dem 1. Januar 2025 dann 8,75 % des für die Einlagensicherung maßgeblichen haftenden Eigenkapitals der Bank.
Im Gegensatz dazu sichern die Sicherungsfonds der Sparkassen und Genossenschaftsbanken die jeweiligen Institute, so dass bei Genossenschaftsbanken und Sparkassen nicht nur die Einlagen, sondern auch Schuldverschreibungen und Zertifikate voll abgesichert sind.
Geschützt werden durch den Einlagensicherungsfonds alle Nichtbankeneinlagen, also die Guthaben von Privatpersonen, Wirtschaftsunternehmen und öffentlichen Stellen. Bei den geschützten Einlagen handelt es sich im Wesentlichen um Sichteinlagen auf Girokonten, Termineinlagen und Spareinlagen sowie auf den Namen lautende Sparbriefe. Schuldverschreibungen, Zertifikate sowie Genussrechte von Banken sind nicht durch die Einlagensicherung geschützt. Fondsanlagen oder Wertpapiere, die Kunden im Depot bei Banken verwahren lassen, werden durch den Einlagensicherungsfonds nicht erfasst, weil es sich dabei nicht um Einlagen bei der Bank handelt, sondern die Bank diese nur im Kundenauftrag verwahrt. Sie bleiben im Eigentum des Kunden. Daher ist eine Sicherung nicht erforderlich. Im etwaigen Insolvenzfall kann der Kunde die Wertpapiere schriftlich bei seiner Bank herausverlangen oder sein Depot auf ein anderes Institut übertragen lassen.
Entscheidend für den Bankkunden ist, dass Banken ihre Kunden auch schon vor Kontoeröffnung darüber informieren müssen, ob sie dem Einlagensicherungsfonds angehören oder nicht, § 23a Kreditwesengesetz. Heute kann man diese Abfrage beim Bundesverband deutscher Banken auch online durchführen.
Der Schutz des freiwilligen Einlagensicherungsfonds beginnt dort, wo die gesetzliche Sicherung der Entschädigungseinrichtung deutscher Banken GmbH aufhört. Der Einlagensicherungsfonds übernimmt im Falle der Insolvenz eines mitwirkenden Institutes die Einlagenteile, welche die 100.000 Euro-Grenze übersteigen, bis zur jeweiligen Sicherungsgrenze.
Nicht alle Institute gehören dem freiwilligen Einlagensicherungsfonds an. Gemäß Einlagensicherungs- und Anlegerentschädigungsgesetz (EAEG) gehören jedoch alle Banken, welche das Einlagengeschäft in privater Rechtsform betreiben, zwingend der gesetzlichen Entschädigungseinrichtung deutscher Banken GmbH an. Ausnahmen hiervon gelten nur für Zweigniederlassungen von Einlagenkreditinstituten aus EWR-Mitgliedsstaaten, die ihre Sicherung aus dem Heimatland mitbringen. Bei Geldinstituten, die nicht Mitglied im freiwilligen Einlagensicherungsfonds sind, greift im Fall der Insolvenz nur die gesetzliche Entschädigung. Vom 30. Juni 2009 bis zum 31. Dezember 2010 wurde eine gesetzliche Entschädigung bis zu einer Summe von 50.000 Euro garantiert. Seit dem 1. Januar 2011 greift eine neue Richtlinie der EU, wodurch Mitgliedsländer der EU zu einer gesetzlichen Entschädigung von 100.000 Euro verpflichtet sind.

#### Bestehende Einlagensicherungsfonds
Die bestehenden Fonds sind
- Einlagensicherungsfonds des Bundesverbandes deutscher Banken
- Einlagensicherungsfonds des Bundesverbandes Öffentlicher Banken Deutschlands e. V. (ESF)
- Garantiefonds und Garantieverbund des Bundesverbandes der Deutschen Volksbanken und Raiffeisenbanken (siehe Sicherungseinrichtung des BVR)
- Bausparkassen-Einlagensicherungsfonds e. V.
- Die Sparkassen bieten ein dreistufiges Modell
  - 11 regionale Sparkassen-Stützungsfonds (Cash-Fonds)
  - Fonds der Landesbanken und Girozentralen, ergänzt durch den Sicherungsfonds der Landesbausparkassen
  - überregionaler Ausgleich aller Sparkassen-Stützungsfonds und Haftungsverbund mit den Sicherungseinrichtungen der Landesbanken und Landesbausparkassen
  - Hinweis: Für Ansprüche, die vor dem 18. Juli 2005 entstanden sind, gilt die Gewährträgerhaftung

#### Rechtsanspruch
Auf die Leistungen eines freiwilligen Einlagensicherungsfonds gibt es für den Kunden keinen unmittelbaren Rechtsanspruch gegen den Fonds seines Geldinstituts. Der Fonds dient der Stabilisierung der ihm jeweils angeschlossenen Institute im Krisenfall. Bei einer allumfassenden Bankenkrise ist eine ausreichende Leistung nicht garantiert.
Beim Garantiefonds und Garantieverbund der Genossenschaftsbanken wird jedoch wie bei den Sparkassen primär der Bestand der jeweiligen Bank garantiert, so dass es von vornherein nicht zu einer Schädigung der Anleger einer Volksbank, Raiffeisenbank oder Sparkasse kommen soll. Wie bei den Privatbanken ist auch dieses System aber für die Stützung einzelner Institute ausgelegt, nicht für eine branchenweite Finanzkrise. Die aus einem Garantiefonds und einem Garantieverbund bestehende, durch Beitragszahlungen der angeschlossenen Banken gespeiste Sicherungseinrichtung des BVR ist das erste und älteste Banken-Sicherungssystem Deutschlands. Sie konnte von Beginn an (Anfang der 1930er Jahre als Folge der damaligen Weltwirtschafts- und Bankenkrise) stets sicherstellen, dass alle einbezogenen Banken ihren finanziellen Verpflichtungen nachkommen konnten. Seit ihrem Bestehen hat noch kein Kunde einer angeschlossenen Volksbank oder Raiffeisenbank einen Verlust seiner Einlagen erlitten, mussten noch nie Einleger entschädigt werden und hat es noch nie eine Insolvenz einer angeschlossenen Bank gegeben. Gleiches gilt auch für die in Deutschland tätigen Sparkassen.

## USA
Bei der Einlagensicherung in den USA werden fünf Faktoren im sogenannten CAMEL-Rating berücksichtigt:
- Capital Adequacy
- Asset Quality
- Management Ability
- Earnings
- Asset-Liability Management

Das oberste Ziel von CAMEL ist es, Kreditinstitute zu identifizieren, deren Schwächen die Aufmerksamkeit der Aufsichtsbehörden erfordern. Das Gesamtrating wird ausgedrückt auf einer Skala von 1 bis 5, „1“ bedeutet das höchste Rating und den geringsten Grad an Gefahr, dagegen „5“ das niedrigste Rating.
Diese Einlagensicherung ist jedoch keine Versicherung. Die Federal Deposit Insurance Corporation kommt dem Einlagensicherungsfonds am nächsten.